# Боженко, Вадим Евгеньевич
Вадим Евгеньевич Боженко (21 января 1971, Волжский, Волгоградская область) — советский и российский футболист, защитник и полузащитник.

## Биография
Воспитанник футбольных секций г. Волжский и волгоградской СДЮШОР № 4. Во взрослых соревнованиях начал выступать в 1988 году за клуб «МЦОП-Волгоградец» в первенстве КФК.
В 1989 году играл за дубль волгоградского «Ротора», проводившего сезон в высшей лиге СССР. За основной состав команды провёл три матча в Кубке Федерации, дебютировал 22 марта 1989 года в игре против «Днепра», заменив на 59-й минуте А.Наследова.
В 1990 году вернулся в Волжский и в течение трёх с половиной сезонов выступал за местное «Торпедо» в первенствах СССР и России во второй и первой лигах, сыграл 79 матчей и забил один гол. Затем провёл полтора сезона в московском ЦСКА-2 во второй и третьей лигах.
Весной 1995 года выступал в высшей лиге Украины за луганскую «Зарю-МАЛС». Дебютный матч сыграл 10 марта 1995 года против «Кривбасса», а всего за половину сезона сыграл 13 матчей. «Заря» в том сезоне выступала неудачно, заняв 16-е место среди 18 команд.
Осеннюю часть сезона 1995 года футболист провёл в составе липецкого «Металлурга» во второй лиге России, а по окончании сезона завершил профессиональную карьеру.
В 2010-х годах принимал участие в соревнованиях ветеранов в составе команд г. Волжского.